# آنا فیتزپاتریک
آنا فیتزپاتریک (انگلیسی: Anna Fitzpatrick؛ زاده ۶ آوریل ۱۹۸۹) یک تنیس‌باز اهل بریتانیا است.